# The Dirtchamber Sessions Volume One
Prodigy Present: The Dirtchamber Sessions, Volume One ist ein Solo-Mix-Album von Liam Howlett, Frontmann der englischen Big-Beat-Band The Prodigy. Es erschien am 22. Februar 1999 und wurde für die Sendung The Breezeblock auf BBC Radio 1 produziert.

## Hintergrund
Auf dem Album wurden etwa 50 Titel verschiedener Künstler gemixt und zusammengeschnitten. Der Titel bezieht sich auf das Tonstudio von Howlett. Anlass war ein Gastauftritt in der Sendung „The Breezeblock“ mit Mary Anne Hobbs auf dem Sender „Radio 1“ im Jahr 1998 bei dem Howlett einen ähnlichen Mix spielte. Diese Version wurde allerdings nur als Promo-CD verwendet und stellt, durch die geringe Auflage von 25 Stück, heute eine gesuchte Rarität dar.
Um den Verkauf zu fördern erschien eine verlängerte Version des gesendeten Mixes. Die beiden Mixe sind nicht identisch, da die Lizenzen für einige verwendete Stücke nicht vorhanden waren. So durfte beispielsweise das Lied „Sgt. Pepper’s Lonely Hearts Club Band“ der Beatles nicht verwendet werden. Obwohl Paul McCartney die Idee angeblich mochte, verbot ihre Plattenfirma Apple Records eine Nutzung des Liedes. Der Song wurde durch Been Caught Stealing von Jane’s Addiction ersetzt.

## Titelliste
Die detaillierte Titelliste setzt sich aus folgenden acht Tracks zusammen:
1. Track (7:18)
  1. Intro Beats
  2. Rasmus, Tonto’s Release (1998)
  3. Hardnoise, Untitled (1991)
  4. The Chemical Brothers, Chemical Beats (1995)
  5. Ultramagnetic MC’s, Kool Keith Housing Things (1988)
  6. Lightning Rod featuring Jalal, Sport (1988)
  7. Ultramagnetic MC’s, Give the Drummer Some (1988)
  8. Time Zone, Wildstyle (1983)
2. Track (6:44)
  1. Bomb the Bass, Bug Powder Dust (1994)
  2. Grandmaster Flash & the Furious Five, Pump Me Up (1984)
  3. The Charlatans, How High (1997)
  4. The Prodigy, Poison (1995)
  5. Jane’s Addiction, Been Caught Stealing (1997)
  6. Tim Dog featuring KRS-One, I Get Wrecked (1993)
3. Track (6:03)
  1. Babe Ruth, The Mexican (1972)
  2. The B-Boys, Rock the House (1983)
  3. The Chemical Brothers, (The Best Part of) Breaking Up (1996)
  4. Word of Mouth, King Kut (1985)
4. Track (7:52)
  1. DJ Mink, Hey Hey Can You Relate (Instrumental) (1990)
  2. The KLF, What Time Is Love? (1988)
  3. Bones Breaks, Funky Acid Makossa (1988)
  4. Bones Breaks, Shifted Off (1988)
  5. Bones Breaks, And the Break Goes Again (1988)
  6. Meat Beat Manifesto, Radio Babylon (1990)
  7. Herbie Hancock, Rockit (1980)
  8. The 45 King, 900 Number (1992)
  9. Propellerheads, Spybreak! (1997)
  10. Beastie Boys, It's the New Style (1986)
5. Track (4:57)
  1. Sex Pistols, New York (1977)
  2. Fatboy Slim, Punk to Funk (1996)
  3. Medicine, I’m Sick (1997)
6. Track (5:48)
  1. D.S.T., The Home of Hip Hop (1985)
  2. JVC Force, Strong Island (1984)
  3. Primal Scream, Kowalski (1997)
  4. Beastie Boys, Time to Get Ill (1986)
  5. Barry White, I'm Gonna Love You a Little More Babe (1973)
  6. Public Enemy, Public Enemy No. 1 (1987)
  7. The J.B.’s, Blow Your Head (1974)
  8. T La Rock, Breakin’ Bells (1993)
7. Track (3:59)
  1. LL Cool J, Get Down (1987)
  2. Digital Underground, The Humpty Dance (1989)
  3. Uptown, Dope on Plastic (1989)
  4. Coldcut, More Beats and Pieces (1997)
8. Track (8:40)
  1. London Funk Allstars, Sure Shot (1995)
  2. West Street Mob, Break Dancin’ (Electric Boogie) (1983)
  3. Hijack, Doomsday of Rap (1988)
  4. Renegade Soundwave, Ozone Breakdown (1988)
  5. The Beginning of the End, Funky Nassau (1971)
  6. Jimmy Castor Bunch, It’s Just Begun (1972)